# 汪惠芳
汪惠芳（1954年—），浙江衢州人，汉族，中华人民共和国政治人物、第十一届全国人民代表大会浙江地区代表。
毕业于浙江农业大学农学专业。加入九三学社。担任浙江省衢州市人大常委会副主任、市农科所所长。2008年起担任全国人大代表。